# Fourmies
Fourmies är en stad och kommun i departementet Nord i regionen Hauts-de-France i norra Frankrike. Kommunen ligger i kantonen Trélon som tillhör arrondissementet Avesnes-sur-Helpe. År 2022 hade Fourmies 11 528 invånare.
I staden finns flera fabriker som länge sysselsatte stora delar av staden. När fabrikerna lades ner blev en stor del av invånarna utan arbete. I staden finns två gymnasieskolor varav den ena är en katolsk privatskola.
Ecomusée de Fourmies-Trélon är ett museum i Fourmies, där man kan uppleva 1800-talets Fourmies, med miljöer från fabriker och från typiska arbetarhem. Fourmies har även en järnvägsstation med goda förbindelser till bland andra universitetsstaden Lille och Paris.

## Befolkningsutveckling
Antalet invånare i kommunen Fourmies
| Referens: INSEE |